# Storia romana (Cassio Dione)
La Storia romana è un'opera in 80 libri scritta in greco nella prima metà del III secolo da Cassio Dione Cocceiano, storico e funzionario imperiale romano. Frutto di 10 anni di ricerche  e altri 12 di lavoro di stesura, i libri coprivano un periodo di 983 anni, dallo sbarco mitico di Enea in Italia, la fondazione di Roma nel 753 a.C. fino al 229 d.C., ai tempi dell'Imperatore Alessandro Severo. Solo i libri dal 37 al 60 ci sono giunti integralmente, di altri conserviamo frammenti più o meno ampi, o epitomi di epoca bizantina.

## Struttura
Fino all'età di Giulio Cesare, Cassio Dione fornisce solo un rapido resoconto degli eventi, mentre per gli anni successivi entra sempre più nei particolari. Grande accuratezza c'è a partire dal periodo dell'imperatore Commodo.

I primi 36 libri sono giunti fino a oggi solo in forma frammentaria. I libri successivi, fino al LIV compreso, sono invece quasi tutti completi e vanno dal 65 a.C. al 12 a.C. (cioè dalla campagna orientale di Pompeo e la morte di Mitridate alla morte di Marco Vipsanio Agrippa). Considerevolmente lacunoso è il libro LV.

Mentre i libri dal cinquantasei al sessanta, che comprendono il periodo dal 9 al 54 d.C., sono completi e contengono gli eventi che vanno dalla sconfitta di Varo in Germania (battaglia di Teutoburgo) alla morte di Claudio, dei venti libri successivi rimangono diverse epitomi ad opera di Giovanni Zonara e uno scarno e mediocre riassunto del monaco Giovanni Xifilino (XI secolo), voluto dall'imperatore bizantino Michele VII Parapinace.

Il settantanovesimo e l'ottantesimo e ultimo libro, in buona parte conservati, coprono il periodo dal 216 al 229 (principati di Caracalla, Macrino, Eliogabalo e Alessandro Severo).

## Metodo e stile
Il modello di Cassio Dione è Tucidide, ma il risultato non è di certo all'altezza della Guerra del Peloponneso. Lo stile è comunque chiaro ed è pieno di latinismi. Cassio Dione, vista anche la posizione privilegiata che aveva come senatore e uomo dell'amministrazione imperiale, è molto ben informato sulle vicende dell'Impero a lui contemporanee.